# 67e British Academy Film Awards
De 67e British Academy Film Awards of BAFTA Awards werden uitgereikt op 16 februari 2014 voor de films uit 2013. De uitreiking vond plaats in het Royal Opera House in de Londense wijk Covent Garden met Stephen Fry als gastheer. Op 8 januari werden de nominaties bekendgemaakt door Luke Evans en Helen McCrory.

## Winnaars en genomineerden

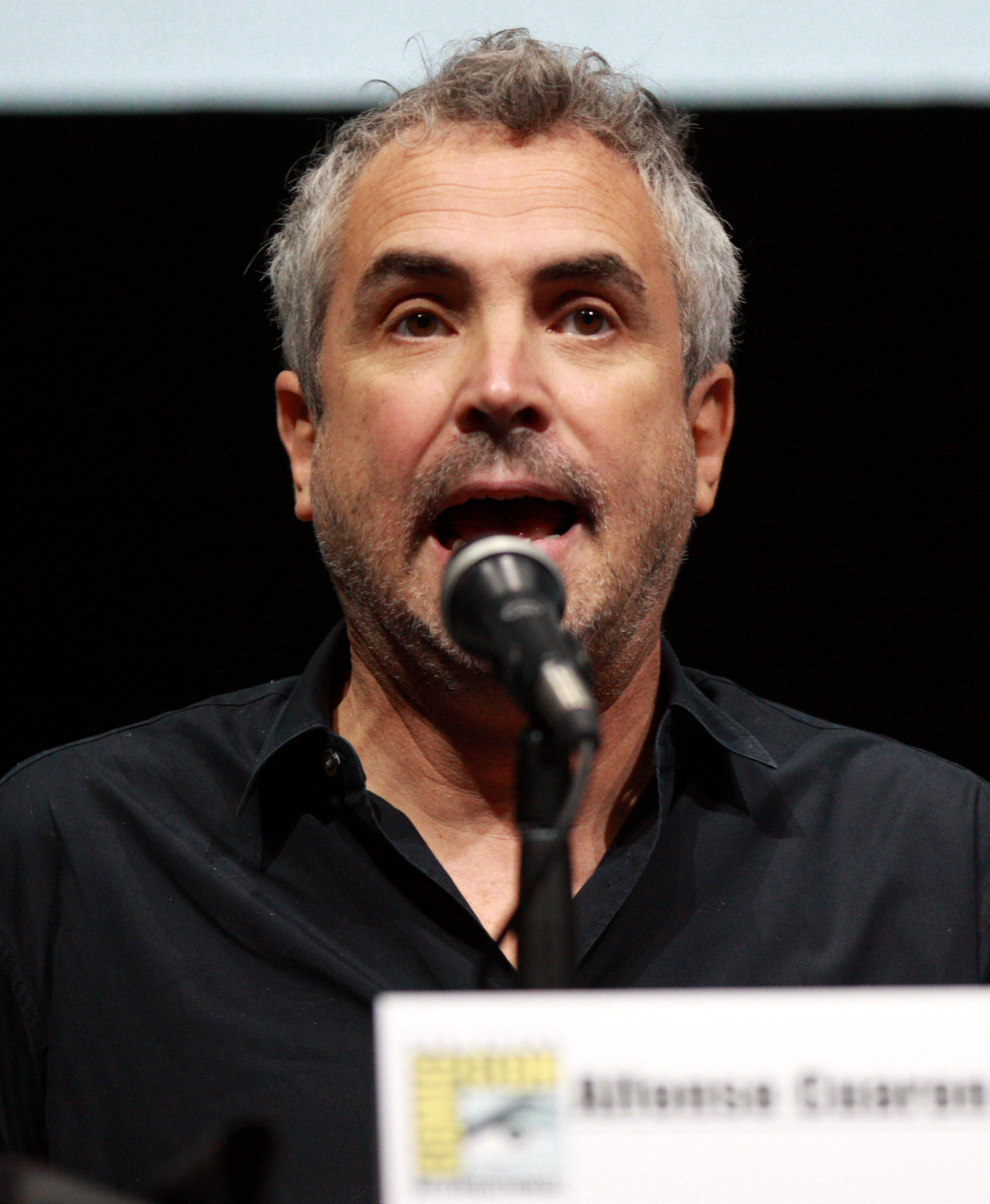
Alfonso Cuarón, winnaar beste regisseur

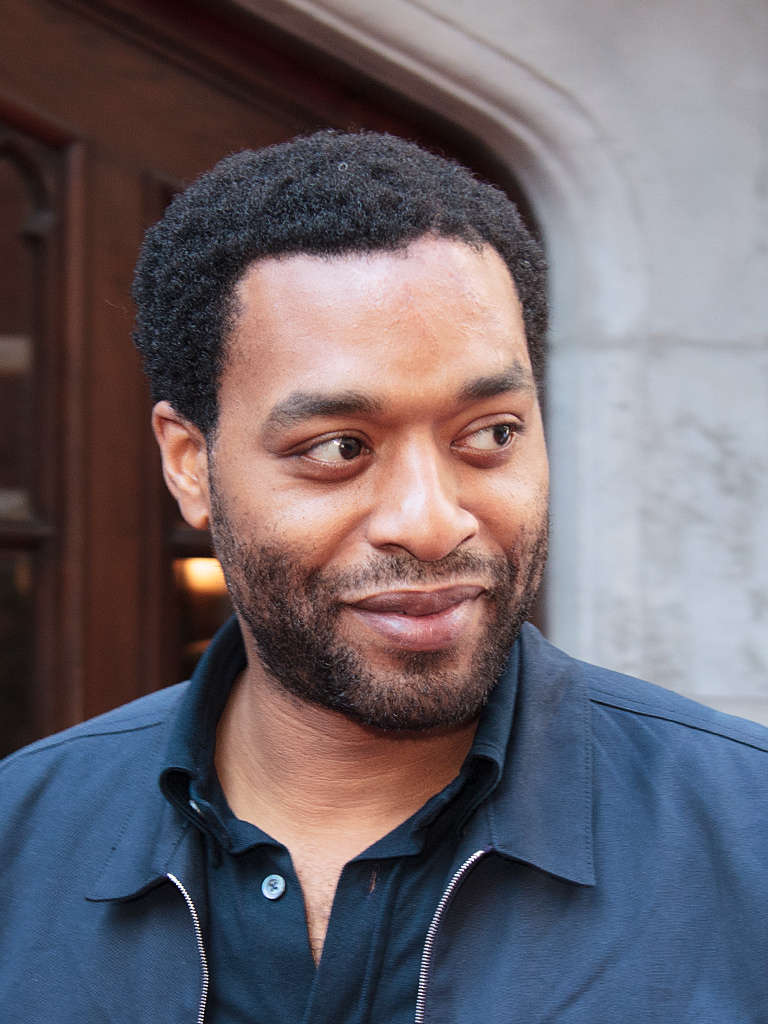
Chiwetel Ejiofor, winnaar beste acteur

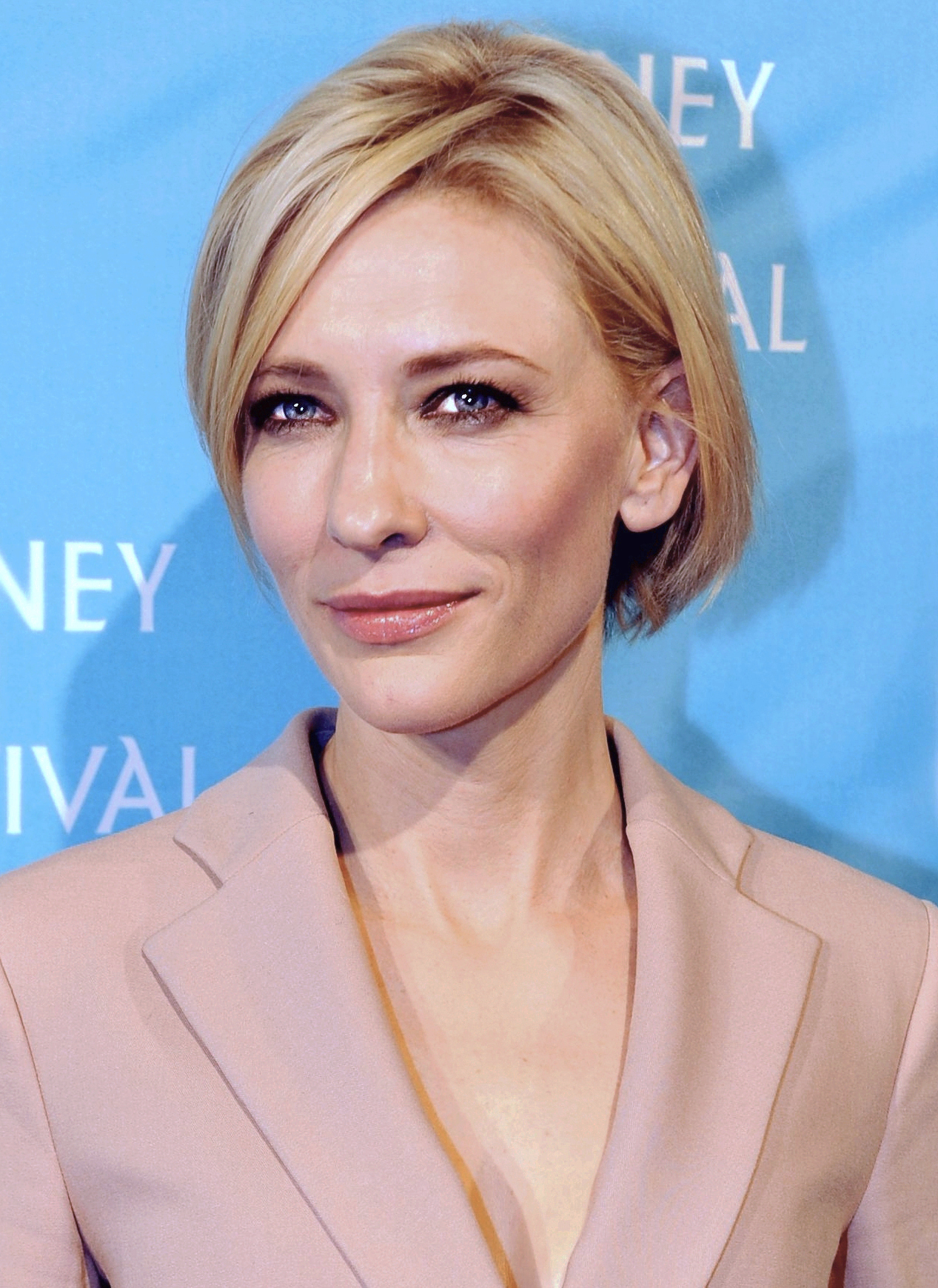
Cate Blanchett, winnaar beste actrice

### Beste film
12 Years a Slave
- American Hustle
- Captain Phillips
- Gravity
- Philomena

### Beste regisseur
Alfonso Cuarón – Gravity
- Steve McQueen – 12 Years a Slave
- David O. Russell – American Hustle
- Paul Greengrass – Captain Phillips
- Martin Scorsese – The Wolf of Wall Street

### Beste acteur
Chiwetel Ejiofor – 12 Years a Slave als Solomon Northup
- Christian Bale – American Hustle als Irving Rosenfeld
- Bruce Dern – Nebraska als Woody Grant
- Leonardo DiCaprio – The Wolf of Wall Street als Jordan Belfort
- Tom Hanks – Captain Phillips als Captain Richard Phillips

### Beste actrice
Cate Blanchett – Blue Jasmine als Jeanette "Jasmine" Francis
- Amy Adams – American Hustle als Sydney Prosser
- Sandra Bullock – Gravity als Dr. Ryan Stone
- Judi Dench – Philomena als Philomena Lee
- Emma Thompson – Saving Mr. Banks als P. L. Travers

### Beste mannelijke bijrol
Barkhad Abdi – Captain Phillips als Abduwali Muse
- Daniel Brühl – Rush als Niki Lauda
- Bradley Cooper – American Hustle als Richie DiMaso
- Matt Damon – Behind the Candelabra als Scott Thorson
- Michael Fassbender – 12 Years a Slave als  Edwin Epps

### Beste vrouwelijke bijrol
Jennifer Lawrence – American Hustle als Rosalyn Rosenfeld
- Sally Hawkins – Blue Jasmine als Ginger
- Lupita Nyong'o – 12 Years a Slave als Patsey
- Julia Roberts – August: Osage County als Barbara Weston-Fordham
- Oprah Winfrey – The Butler als  Gloria Gaines

### Beste animatiefilm
Frozen
- Despicable Me 2
- Monsters University

### Beste cinematografie
Emmanuel Lubezki – Gravity
- Sean Bobbitt – 12 Years a Slave
- Barry Ackroyd – Captain Phillips
- Bruno Delbonnel – Inside Llewyn Davis
- Phedon Papamichael – Nebraska

### Beste kostuums
The Great Gatsby
- American Hustle
- Behind the Candelabra
- The Invisible Woman
- Saving Mr. Banks

### Beste montage
Rush
- 12 Years a Slave
- Captain Phillips
- Gravity
- The Wolf of Wall Street

### Beste Britse film
Gravity
- Mandela: Long Walk to Freedom
- Philomena
- Rush
- Saving Mr. Banks
- The Selfish Giant

### Beste niet-Engelstalige film
La grande bellezza
- The Act of Killing
- La Vie d'Adèle
- Metro Manila
- Wadjda

### Beste grime en haarstijl
American Hustle
- Behind the Candelabra
- The Butler
- The Great Gatsby
- The Hobbit: The Desolation of Smaug

### Beste muziek
Steven Price – Gravity
- Hans Zimmer – 12 Years a Slave
- John Williams – The Book Thief
- Henry Jackman - Captain Phillips
- Thomas Newman - Saving Mr. Banks

### Beste productieontwerp
The Great Gatsby
- 12 Years a Slave
- American Hustle
- Behind the Candelabra
- Gravity

### Beste bewerkte scenario
Steve Coogan & Jeff Pope – Philomena
- Richard LaGravenese – Behind the Candelabra
- Billy Ray – Captain Phillips
- John Ridley – 12 Years a Slave
- Terence Winter – The Wolf of Wall Street

### Beste originele scenario
Eric Warren Singer & David O. Russell – American Hustle
- Woody Allen – Blue Jasmine
- Joel en Ethan Coen – Inside Llewyn Davis
- Alfonso Cuarón & Jonás Cuarón – Gravity
- Bob Nelson – Nebraska

### Beste geluid
Gravity
- All Is Lost
- Captain Phillips
- Inside Llewyn Davis
- Rush

### Beste visuele effecten
Gravity
- The Hobbit: The Desolation of Smaug
- Iron Man 3
- Pacific Rim
- Star Trek Into Darkness

### Beste documentaire
The Act of Killing
- The Armstrong Lie
- Blackfish
- Tim's Vermeer
- We Steal Secrets: The Story of WikiLeaks

### Beste korte animatiefilm
Sleeping with the Fishes
- Everything I Can See from Here
- I Am Tom Moody

### Beste korte film
Room 8
- Island Queen
- Keeping Up with the Joneses
- Orbit Ever After
- Sea View

### Beste uitzonderlijk debuut van een Britse regisseur, schrijver of producer
Kieran Evans (regie/scenario) – Kelly + Victor
- Colin Carberry & Glenn Patterson (scenario) – Good Vibrations
- Scott Graham (regie/scenario) – Shell
- Kelly Marcel (scenario) – Saving Mr. Banks
- Paul Wright (regie/scenario) & Polly Stokes (producer) – For Those in Peril

### EE Rising Star Award(publieksprijs)
Will Poulter
- Dane DeHaan
- George Mackay
- Lupita Nyong'o
- Léa Seydoux

### Academy Fellowship Award
- Helen Mirren

### Opmerkelijke Britse bijdrage aan de filmwereld
- Peter Greenaway

## Meerdere prijzen of nominaties
Films die meerdere prijzen hebben gewonnen:
- 6 Gravity
- 3 American Hustle
- 2 12 Years a Slave en The Great Gatsby

Films die meerdere nominaties hadden:
- 11 Gravity
- 10 12 Years a Slave en American Hustle
- 9 Captain Phillips
- 5 Behind the Candelabra en Saving Mr. Banks
- 4 Philomena, Rush en The Wolf of Wall Street
- 3 Blue Jasmine, The Great Gatsby, Inside Llewyn Davis en Nebraska
- 2 The Act of Killing, The Butler en The Hobbit: The Desolation of Smaug